# 김용원 (사진사)
김용원(金鏞元, 1842~1892)은 구한말에 최초로 사진술을 도입하고 촬영국(관설 사진관)을 설립한 사진사이자 전직 화가였다.

## 생애
한때 우후(虞侯, 도병마사 밑의 무관직)를 지낸 김용원은 일본과 수교한 뒤 1876년 수신사 김기수를 수행했던 화원(畫員) 가운데 한 명이다. 그 뒤 신사유람단의 일원으로 한 차례 더 일본에 가게 된다. 신사유람단에서의 직책은 알려지지 않았고, 일본 시찰을 마치고 곧바로 귀국하지 않았다. 이때 일본에서 사진술을 배웠든지, 아니면 사진과 관련한 여러 기계나 사진가를 물색했으리라 여겨진다.
당시 김용원이 들여온 사진은 일본과 청나라에서 널리 퍼져 있던 초상화이며, 사진이었기 때문에 초상사진(肖像寫眞)이라 불렀다. 김용원이 화원, 곧 국가에서 부리는 화가였기 때문에 이 초상 사진을 가지게 되었으리라 추측한다. 사진기를 살펴보고 사진기에 찍혀 본 수신사 김기수와 함께 사진에 대해 알게 되었고, 또한 이미 조선에는 오경석이 이미 1853년에 청나라에서 프랑스 공사 필립에게 부탁하여 초상사진을 찍어서 가지고 들어왔다.
일본에서 돌아온 김용원은 1883년 여름에 사진관을 열었다. 김용원의 사진관 개설은 당시로서는 매우 진보적인 일이었다. 그의 사진관의 모습에 대해서는 알려진 바가 없다. 다만 1884년 초에 사진관을 열었던 지운영의 사진관에 대한 설명에서, 자연광을 이용하기 위해 창을 낸 이중 구조로 되어 있었다고 하였으므로, 김용원의 사진관도 비슷했으리라 추측한다.